# High Speed Train
Der High Speed Train, kurz HST, bekannt unter dem Markennamen InterCity 125, kurz IC125, ist ein britischer Hochgeschwindigkeitszug. Er besteht aus zwei Diesel-Triebköpfen und vier bis acht Mittelwagen. Seit 1976 steht er als schnellster dieselbetriebener Serienzug der Welt im Einsatz; zeitweise teilte er sich diesen Titel mit dem deutschen ICE TD. Die Höchstgeschwindigkeit des Zuges, 125 Meilen pro Stunde (ca. 200 km/h), war auch der Grund zur Wahl des Namens Intercity 125. Im Gegensatz zu anderen Hochgeschwindigkeitszügen musste der Intercity 125 dabei zum Verkehr auf dem bestehenden Schienennetz konzipiert werden, da seine Einführung nicht mit einem kompletten Neubau von Strecken einherging. Seit der Privatisierung und Zerschlagung von British Rail wird er von mehreren Bahngesellschaften betrieben.

## Entwicklung
In den 1960er Jahren erstarkte der Wettbewerb durch Flugverkehr und Autobahnen deutlich, neue Schnellfahrstrecken waren aber nicht finanzierbar. British Rail suchte daher nach Wegen, die Geschwindigkeit auf vorhandenen Strecken anzuheben. Dazu wurden zwei Konzepte verfolgt: Der Advanced Passenger Train, ein ehrgeiziges Konzept mit Neigetechnik, das über das Versuchsstadium nie hinaus kam, und der eher konventionelle HST, der für die vorhandenen Gleise und Signalsysteme optimiert war. 1972 wurde ein Prototyp-Zug geliefert, augenfällige Unterschiede zum Serien-Zug waren die andere Front mit Puffern sowie das schmale Frontfenster mit nur einem Lokführer-Sitz. Der Planbetrieb der von British Rail Engineering Limited (BREL) gelieferten Serien-Züge mit 200 km/h startete im Oktober 1976.

## Konzeption

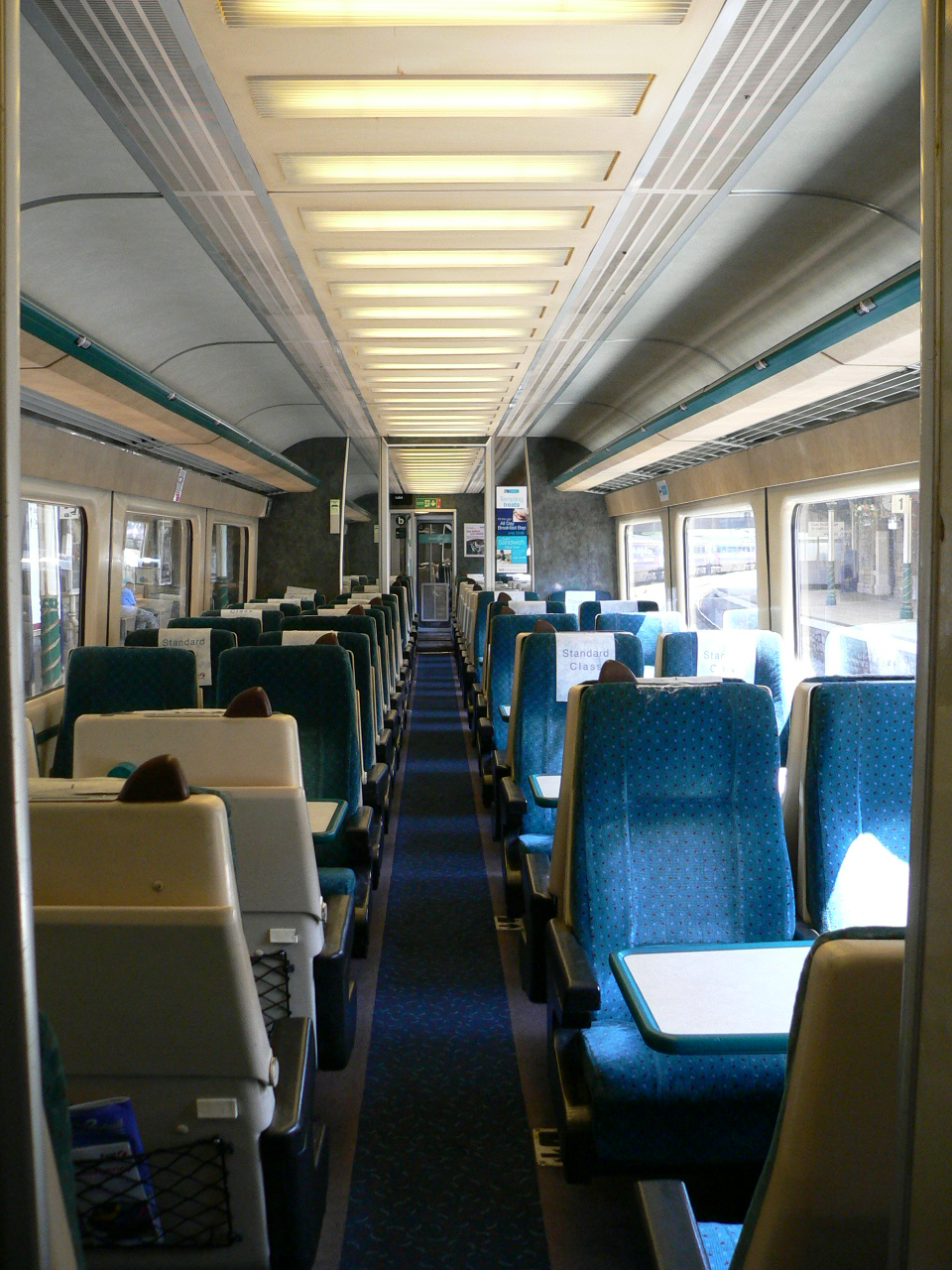
Älterer Innenraum eines HST

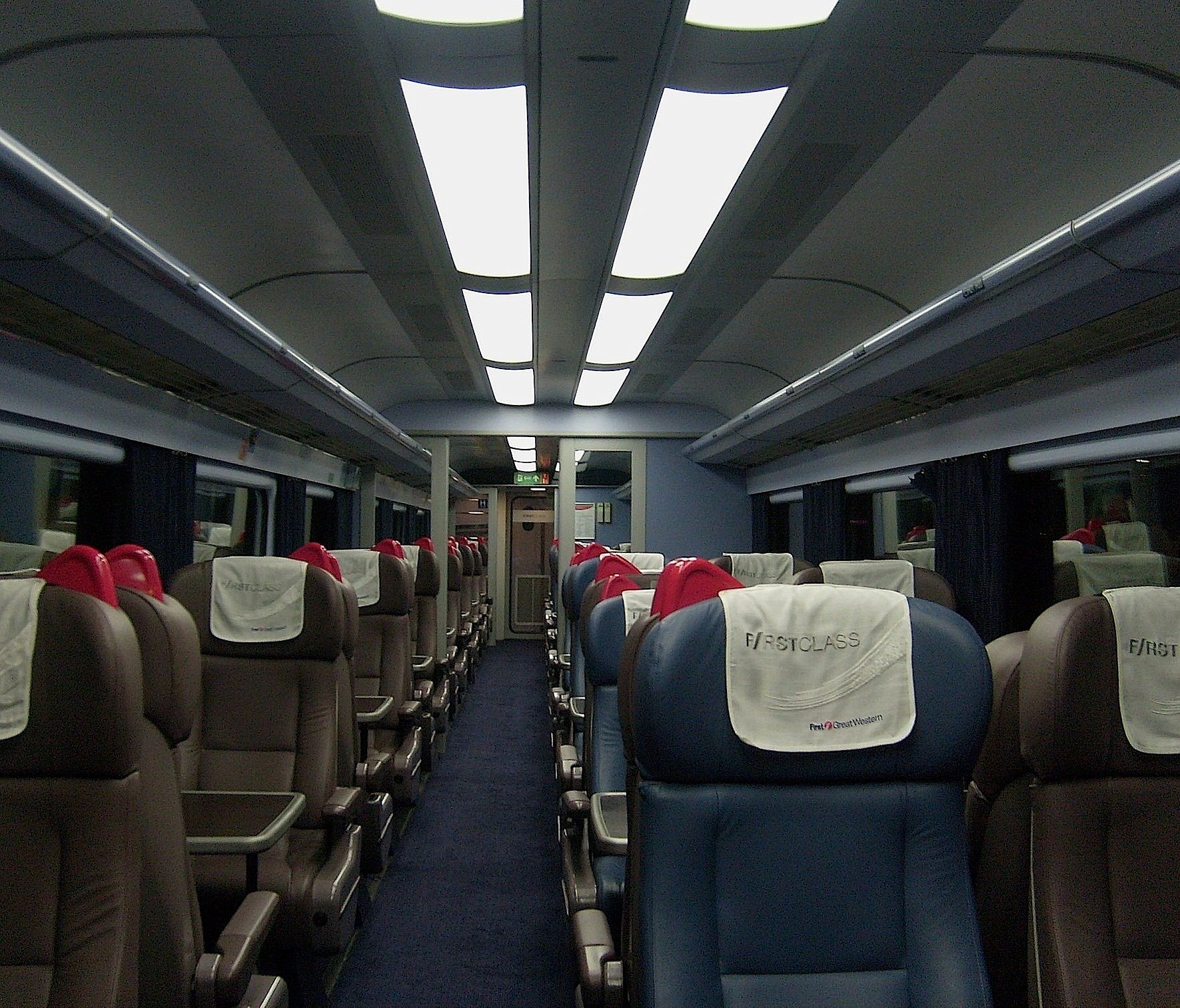
Modernisierter Innenraum eines HST im Redesign von First Great Western, durchgeführt von Bombardier Derby

Der HST ist ein klassischer Triebzug: Er besteht aus zwei Triebköpfen und bis zu acht Mittelwagen. Die Garnituren sind nicht fest gekuppelt und werden aus Wartungsgründen öfter getauscht. Der gesamte Zug ist klimatisiert und läuft dank seiner luftgefederten Drehgestelle sehr ruhig. Die Mittelwagen entsprechen der Mark-3-Serie, sie haben jedoch eine abweichende Energieversorgung und können mit den Mark 3 der lokbespannten Züge nur nach Umbau getauscht werden. Die Türen verfügen über keine inneren Türgriffe, zum Aussteigen muss das Fenster der Türe geöffnet und der äußere Türgriff betätigt werden. Später wurde zwar eine automatische Türverriegelung nachgerüstet, eine automatische Schließvorrichtung fehlt aber, die Türen müssen von Hand geschlossen werden.
Auf den gut nachgefragten Hauptstrecken gab es auch Probefahrten mit elfteiligen HST-Garnituren, allerdings war diese Testphase nicht von langer Dauer, da die gesamten Wartungsanlagen der HST nur auf die zehnteiligen Züge ausgerichtet wurden und somit die Wartung nun deutlich aufwendiger wurde; die BR scheute davor zurück, die noch relativ neuen Anlagen anzupassen.
Acht Triebköpfe wurden auf normale Puffer umgerüstet, sie dienten 1987 als Steuerwagen in Ersatz-Garnituren für verspätet gelieferte Mark-4-Wagen. Nach der Privatisierung von BR gelangten sie zu Virgin Trains. Zwei davon wurden später an die staatliche Netzgesellschaft Network Rail weitergegeben, welche nun über einen kompletten eigenen HST für Probefahrten verfügt und bei Bedarf zusätzliche Messwagen oder ähnliche Testobjekte, wie etwa Lokomotiven, an den Zug anhängen kann.

## Einsatz

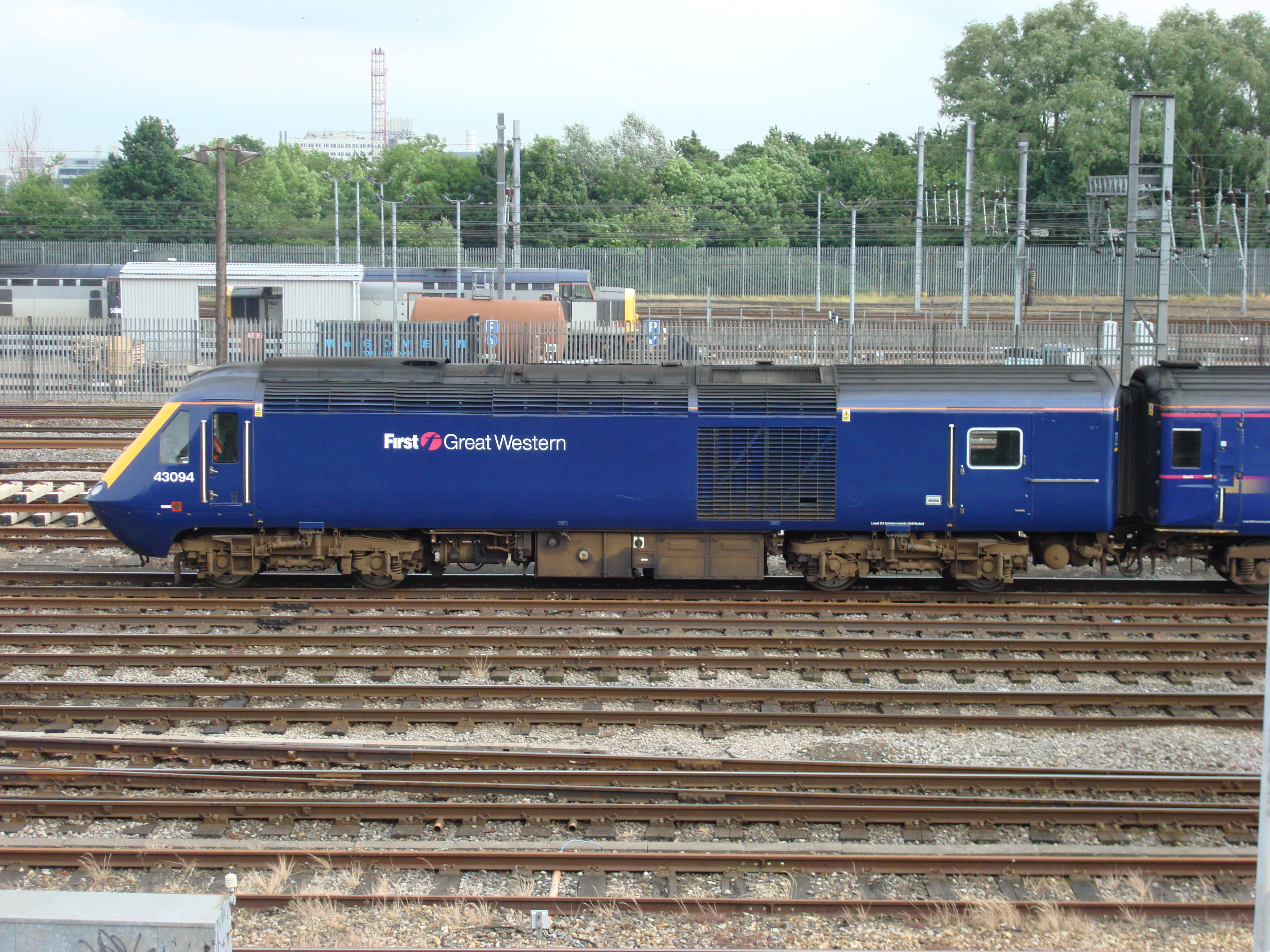
HST-Triebkopf der First Great Western (2007)

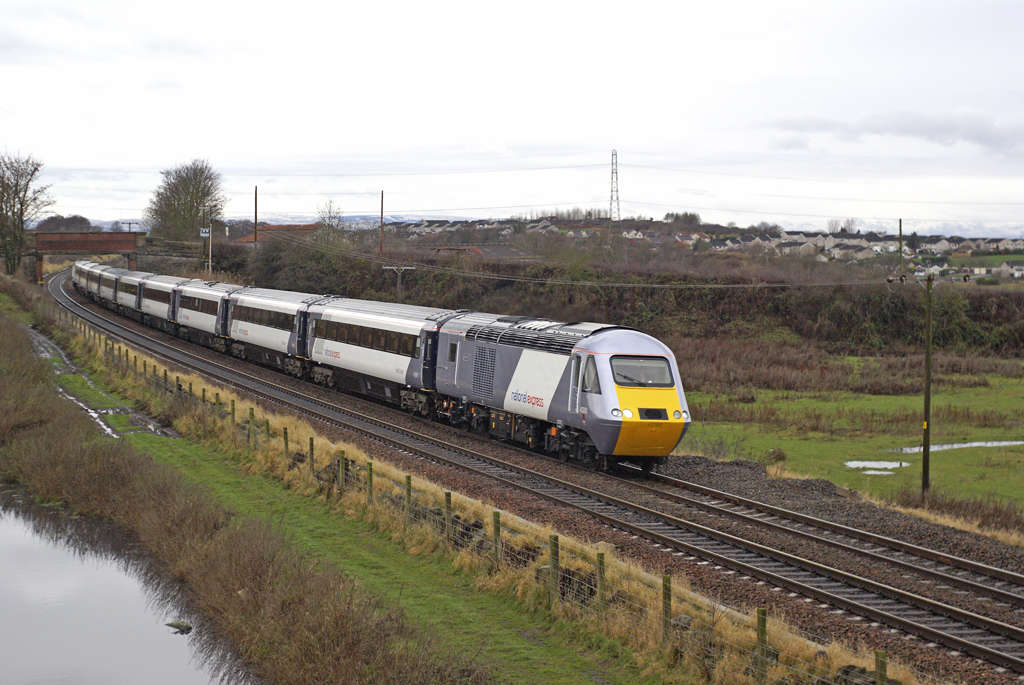
Modernisierter HST im Einsatz für National Express (2007)

### Historisch
Von den geplanten 161 HST-Einheiten wurden nur 95 gebaut. Sie kamen auf allen wichtigen Intercity-Routen zum Einsatz: East Coast Main Line London–Edinburgh–Inverness/Aberdeen; London–Bristol–Südwales; London–Exeter–Plymouth–Penzance, sowie Cross-Country. Die erste größere Änderung kam 1988 mit der Elektrifizierung der East Coast Main Line London-Edinburgh, seither fahren hier die HSTs nur noch Leistungen, die nördlich über Edinburgh hinausführen. Neu kam dafür die Midland Main Line London–Sheffield–Nottingham hinzu. Nach der Privatisierung wurden sie auf den Cross-Country- und den Midland-Strecken teilweise durch die Triebwagen der Bombardier-Voyager-Familie verdrängt, kamen dafür verstärkt nach Westengland und Südwales zum Einsatz. HST-Betreiber waren um 2010 First Great Western, East Coast, East Midlands Trains, CrossCountry, Virgin Trains und des Weiteren mit Grand Central Railway ein Open-Access-Betreiber.
Nach mehr als drei Jahrzehnten Betrieb wurden die HST zu großen Teilen aus dem hochwertigen Intercity-Verkehr ausgemustert. Einzelne Züge wurden durch Voyager-Familie von Bombardier (Class 220–222) und die Adelante von Alstom (Class 180) ersetzt. Mit dem Intercity Express Programme wurden ab 2014 eine Familie von Elektro- und Zweikrafttriebzüge entwickelt. Hitachi lieferte diese Züge der A-Train-Familie an weitere Bahngesellschaften, sodass die HST bis auf wenige modernisierte und verkürzte Züge vollständig ausgemustert wurden.

### Aktuell
Seit Oktober 2018 werden 26 HST-Garnituren durch ScotRail im Intercity-Verkehr zwischen den sieben schottischen Städten Aberdeen, Dundee, Edinburgh, Glasgow, Inverness, Perth und Stirling eingesetzt. Zu den bislang nicht von HST befahrenen Strecken im vorgesehenen Einsatzgebiet zählt bspw. die Verbindung von Aberdeen nach Inverness. Die Garnituren weisen vier bis fünf Zwischenwagen auf, davon ein Wagen erster Klasse mit Buffet. Sie werden vor dem Einsatz vom Eigentümer Angel Trains gründlich aufgearbeitet, unter anderem mit einer neuen Innenausstattung und neuen automatischen Türen. Vorgesehen ist außerdem ausreichend Platz für Rollstühle und Fahrräder. Trotz der Verkürzung der Garnituren werden weiterhin beide Triebköpfe benötigt, bedingt durch die starken Steigungen auf den Einsatzstrecken, so etwa auf der Highland Main Line und im Queen Street Tunnel nördlich des Bahnhofs Glasgow Queen Street. Eingesetzt werden sollen die Züge laut dem für ihren Einsatz zwischen Angel Trains und Abellio Scotrail abgeschlossenen Vertrag bis 2030, mithin über die Laufzeit des aktuellen Scotrail-Franchises hinaus. Westlich von London bleiben die HST noch auf der Strecke von London nach Cornwall bis voraussichtlich Mitte der 2020er Jahre im Einsatz. Die HST werden damit voraussichtlich über 50 Jahre im Planbetrieb eingesetzt.
Weitere HST wurden auf vier Mittelwagen verkürzt und modernisiert und sind unter dem Namen Castle bei der Great Western Railway im Einsatz.
Im September 2023 wurde bekanntgegeben, dass das mexikanische Secretaría de Marina drei Triebköpfe und elf Zwischenwagen für den Einsatz auf dem Corredor Interoceánico von Angel Trains übernommen hat, die zuvor bei der London North Eastern Railway eingesetzt wurden, wobei Optionen zur Lieferung weiterer Triebköpfe und Zwischenwagen bestehen. Außerdem wurden im Jahr 2023 vom Zwischenhändler ROMIC insgesamt 11 Triebköpfe und 11 Zwischenwagen nach Nigeria verkauft, welche dort auf der roten Linie des Lagos Rail Mass Transit eingesetzt werden.

## Der australische XPT

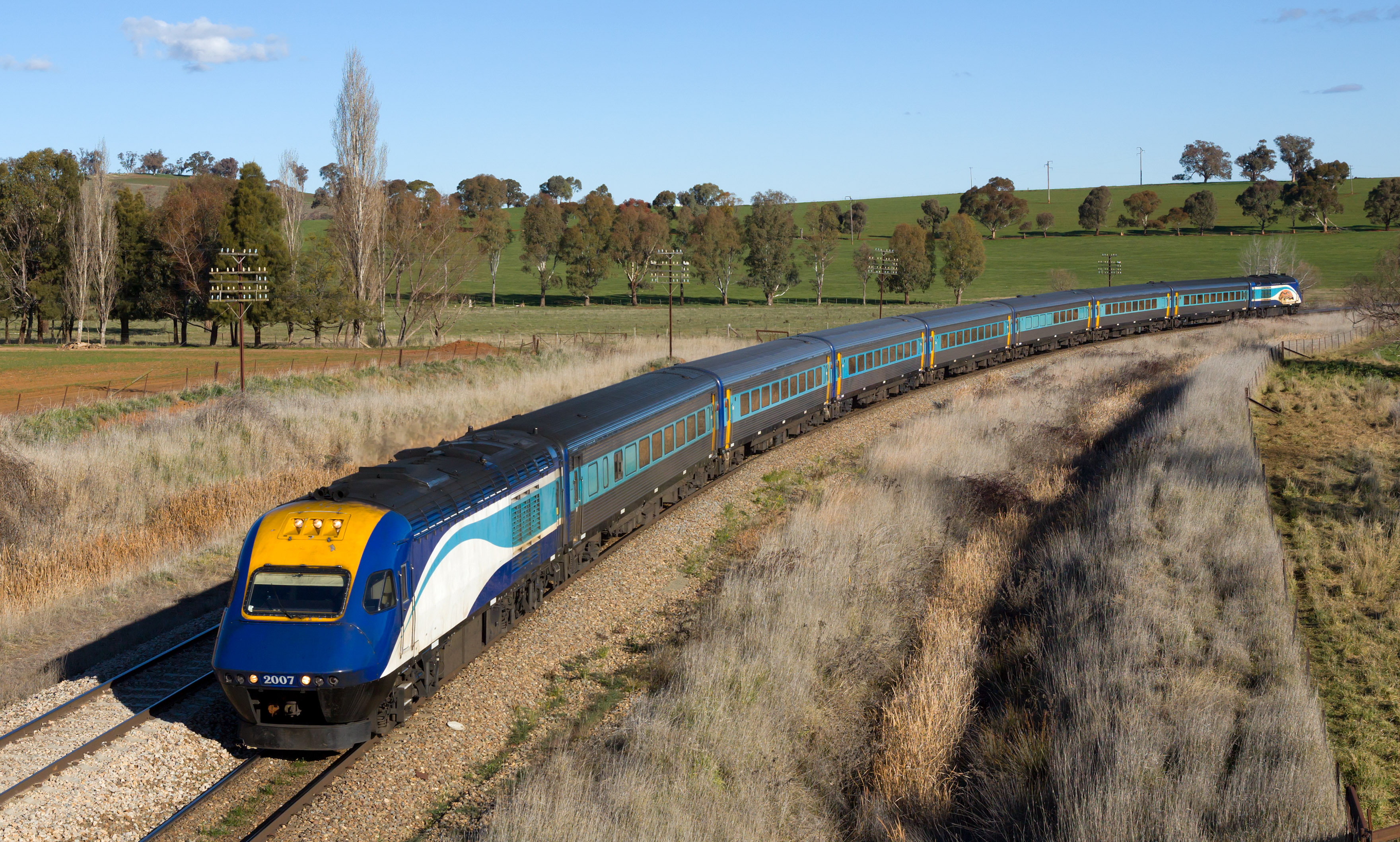
XPT-Schnellzug in New South Wales

Die XPT (EXpress Passenger Train) entstanden ab 1982 und entsprangen in ihrer Konstruktion den britischen HST125-Zügen.
1980 bestellte die New South Wales Public Transport Commission zunächst 30 Fahrzeuge, geplant war ein Einsatz mit 2 Triebköpfen und 5 Mittelwagen, das Zugmaterial reichte damit für 4 Einheiten aus, zusätzlich gab es einen Reservetriebkopf und einen Reservemittelwagen. Der Vertragsabschluss hatte einen Wert von etwa 40 Millionen Dollar, die Auslieferung der Fahrzeuge fand in den Jahren 1981–82 statt. Zu Beginn des Einsatzes fuhren die Züge unter dem Namen „InterCityXPT“ in Anlehnung an die britische Bezeichnung „InterCity125“. Schon 1984 wurden neue Triebköpfe (5 Stück) und Mittelwagen nachgebaut, außerdem wurde das Zweiklassensystem eingeführt und die Züge fuhren verstärkt ab 1985 mit nun 7 Mittelwagen. Nach achtjähriger Unterbrechung wurden ab 1992 wieder neue Fahrzeuge gebaut und ergänzten das bestehende Material. Insgesamt wurden 19 Triebköpfe (je 2.000 PS-Leistung, nach einem Remotorisierungsprogramm 1999/2000) und 60 Wagen in Dienst gestellt, die Wagen teilen sich auf fünf Unterbauarten auf: acht 1.-Klasse-Schlafwagen, neun 1.-Klasse-Sitzwagen, neun Restaurantwagen, 25 2.-Klasse-Sitzwagen, neun 2.-Klasse-Sitz-/Gepäckwagen. Die Wagen basieren ebenfalls auf den britischen Mk III und wiegen leer 40,1 Tonnen (Restaurant: 43,6 t; Schlafwagen: 48,3 t).
Das Innere eines XPT unterscheidet sich von dem eines HST125, da es sich bei den XPT nicht um reine InterCity-Züge, sondern auch um schnelle Nachtzüge handelt. Die Züge weisen viele Detailunterschiede zu den HST auf, wie zum Beispiel die stark veränderte Frontpartie der Triebköpfe. Außerdem wurde der XPT nur für eine Höchstgeschwindigkeit von etwa 160 km/h ausgelegt, da geeignete Schnellfahrstrecken nicht verfügbar waren; die Beschleunigung ist gegenüber den HST125 bedingt durch kürzere Zuglänge jedoch erhöht. Bei Versuchsfahrten im August 1981 wurden 183 km/h erreicht, womit der XPT den damaligen australischen Geschwindigkeitsrekord für Schienenfahrzeuge überbieten konnte.
Die XPT-Einheiten wurden ab 1982 auf drei verschiedenen, von Sydney ausgehenden Linien eingesetzt, wobei auf der 500 Kilometer langen Strecke von Sydney nach Kempsey die Fahrzeitverkürzung im Vergleich zum vorherigen Angebot mit einer Stunde und 46 Minuten beziffert wurde.